# Qatar i olympiska sommarspelen 2020
Qatar ställde upp med 16 deltagare, tretton män och tre kvinnor, i de olympiska sommarspelen 2020 i Tokyo, som på grund av Covid-19-pandemin hölls från den 23 juli till den 8 augusti 2021. De deltog i sju grenar och vann två guldmedaljer och en bronsmedalj.

## Medaljörer
| Medalj | Namn               | Sport           | Gren       |
| ------ | ------------------ | --------------- | ---------- |
| Guld   | Mutaz Essa Barshim | Friidrott       | Höjdhopp   |
| Guld   | Fares Ibrahim      | Tyngdlyftning   | Mellanvikt |
| Brons  |                    | Beachvolleyboll |            |